# Halowe Mistrzostwa Czech w Lekkoatletyce 2014
Halowe Mistrzostwa Czech w Lekkoatletyce w 2014 – halowe zawody lekkoatletyczne organizowane przez Český atletický svaz, które odbyły się 15 i 16 lutego w Pradze.

## Rezultaty
| PB - rekord życiowy \| SB - najlepszy wynik w sezonie \| NR – halowy rekord kraju |

### Mężczyźni
| Konkurencja:              | 1. miejsce                                                   | Rezultat | 2. miejsce                                                   | Rezultat | 3. miejsce                                                       | Rezultat |
| Bieg na 60 m              | Pavel Maslák                                                 | 6,67     | Jan Veleba                                                   | 6,72     | Marek Bakalár                                                    | 6,75     |
| Bieg na 200 m             | Pavel Maslák                                                 | 20,52    | Jan Jirka                                                    | 21,17    | Petr Lichý                                                       | 21,57    |
| Bieg na 400 m             | Jan Tesař                                                    | 47,31    | Pavel Benda                                                  | 48,00    | Patrik Šorm                                                      | 48,06    |
| Bieg na 800 m             | Jakub Holuša                                                 | 1:48,07  | Miroslav Burian                                              | 1:49,57  | Tomáš Vystrk                                                     | 1:50,43  |
| Bieg na 1500 m            | Petr Vitner                                                  | 3:55,70  | Jan Friš                                                     | 3:56,24  | Ondřej Klesnil                                                   | 3:56,39  |
| Bieg na 3000 m            | Petr Vitner                                                  | 8:28,81  | Ondřej Klesnil                                               | 8:29,56  | Matěj Trávníček                                                  | 8:31,74  |
| Bieg na 60 m przez płotki | Martin Mazáč                                                 | 7,64     | Petr Peňáz                                                   | 7,92     | Václav Sedlák                                                    | 7,99     |
| Sztafeta 4 × 200 m        | Slavia Praha Jan Jirka Daniel Musil Lukáš Král Michal Tlustý | 1:27,68  | AK Most Pavel Benda Tomáš Jonáš Martin Faifer Martin Lecjaks | 1:28,53  | Slavia Praha B Dominik Dvořák Jan Decker Jan Kuklík Filip Šnejdr | 1:30,75  |
| Skok wzwyż                | Jaroslav Bába                                                | 2,25     | Martin Heindl                                                | 2,13     | Jan Vondra                                                       | 2,13     |
| Skok o tyczce             | Michal Balner                                                | 5,60     | Adam Pašiak                                                  | 5,50     | Jan Kudlička                                                     | 5,40     |
| Skok w dal                | Radek Juška                                                  | 7,76     | Milan Pírek                                                  | 7,60     | Adam Helcelet                                                    | 7,15     |
| Trójskok                  | Jiří Vondráček                                               | 15,15    | Michal Čada                                                  | 14,81    | Bohumil Bětuňák                                                  | 14,74    |
| Pchnięcie kulą            | Tomáš Staněk                                                 | 19,64    | Jan Marcell                                                  | 19,51    | Martin Stašek                                                    | 19,04    |
| Siedmiobój                | Marek Lukáš                                                  | 5748     | Pavel Baar                                                   | 5582     | Kajetán Čásenský                                                 | 5062     |

### Kobiety
| Konkurencja:              | 1. miejsce                                                                  | Rezultat | 2. miejsce                                                                   | Rezultat | 3. miejsce                                                                   | Rezultat |
| Bieg na 60 m              | Iveta Mazáčová                                                              | 7,31     | Kateřina Čechová                                                             | 7,32     | Klára Seidlová                                                               | 7,46     |
| Bieg na 200 m             | Denisa Rosolová                                                             | 23,43    | Barbora Procházková                                                          | 23,99    | Jana Slaninová                                                               | 24,00    |
| Bieg na 400 m             | Helena Jiranová                                                             | 54,64    | Zdeňka Seidlová                                                              | 54,77    | Jana Slavíková                                                               | 56,48    |
| Bieg na 800 m             | Diana Mezuliáníková                                                         | 2:08,81  | Michaela Drábková                                                            | 2:09,57  | Alena Ulrichová                                                              | 2:09,70  |
| Bieg na 1500 m            | Kristiina Mäki                                                              | 4:15,13  | Lenka Masná                                                                  | 4:19,87  | Radka Hanzlová                                                               | 4:34,92  |
| Bieg na 3000 m            | Květoslava Pecková                                                          | 9:30,69  | Lada Nováková                                                                | 9:50,77  | Marie Miličková                                                              | 9:55,53  |
| Bieg na 60 m przez płotki | Lucie Škrobáková                                                            | 8,20     | Lucie Koudelová                                                              | 8,41     | Karolina Hlavatá                                                             | 8,53     |
| Sztafeta 4 × 200 m        | USK Praha Lucie Domská Martina Schmidová Pavlína Humpolíková Klára Seidlová | 1:39,51  | Olymp Brno Kristýna Kobiánová Šárka Hlaváčková Markéta Mrňová Pavla Hřivnová | 1:40,83  | Slavia Praha Šárka Kalvová Kateřina Kodrová Anna Hrudková Aneta Sladovníková | 1:42,66  |
| Skok wzwyż                | Michaela Hrubá                                                              | 1,83     | Magdalena Nová                                                               | 1,79     | Lada Pejchalová                                                              | 1,75     |
| Skok o tyczce             | Jiřina Svobodová                                                            | 4,40     | Romana Maláčová                                                              | 4,30     | Aneta Morysková                                                              | 4,20     |
| Skok w dal                | Eliška Klučinová                                                            | 6,23     | Jana Korešová                                                                | 6,19     | Kateřina Hýsková                                                             | 5,81     |
| Trójskok                  | Lucie Májková                                                               | 13,48    | Kateřina Líbalová                                                            | 12,55    | Šárka Buranská                                                               | 12,55    |
| Pchnięcie kulą            | Markéta Červenková                                                          | 14,99    | Jitka Kubelová                                                               | 14,77    | Kristýna Kroužková                                                           | 13,98    |
| Pięciobój                 | Nela Severová                                                               | 4103     | Pavlína Březinová                                                            | 3629     | Alexandra Mužíková                                                           | 3595     |